# Andreu Nin
Andreu Nin i Pérez [ənˈdɾew ˈnin], in kastilischer Namensform Andrés Nin [anˈdɾes ˈnin], (* 4. Februar 1892, El Vendrell in der Provinz Tarragona; † 20. Juni 1937 bei Madrid) war ein spanischer Revolutionär aus Katalonien. Als führendes Mitglied der von ihm mitgegründeten POUM wurde er nach den Maiereignissen 1937 im Spanischen Bürgerkrieg sehr wahrscheinlich von Stalinisten verschleppt, gefoltert und ermordet.

## Leben und Wirken
Der Sohn eines armen Schuhmachers und einer Bäuerin ging vor Beginn des Ersten Weltkrieges nach Barcelona, wo er vorübergehend Lehrer an einer libertär orientierten Schule war, bevor er sich dem Journalismus zuwandte. 1917 trat er der
Sozialistischen Arbeiterpartei Spaniens (PSOE) bei. 1918 verließ er die Partei und wechselte zur syndikalistischen Gewerkschaft CNT; dort gehörte er zur Strömung der Kommunisten-Syndikalisten, die mit der Russischen Revolution und den Bolschewiki sympathisierten. 1921 zählte Nin zu den Gründern der spanischen Kommunistischen Partei (PCE). Bald darauf arbeitete er für ein knappes Jahrzehnt in Moskau für die Profintern und die Komintern. Er schloss sich der linken Opposition an und gehörte eine Zeit lang zum Stab Leo Trotzkis. Daneben übersetzte er russische Literatur ins Katalanische. Nach Spanien zurückgekehrt, formierte er mit anderen die kleine und weitgehend isolierte Izquierda Comunista de España (ICE, Kommunistische Linke Spaniens), die sich als leninistisch orientierte Gruppe der von Leo Trotzki 1930 gegründeten International Left Opposition (ILO) begriff. Nin hatte erhebliche Auseinandersetzungen mit deren Gründer, besonders über die Frage des Beitritts der ICE zur Juventudes Socialistas Unificadas (JSU), der sozialistischen Jugendorganisation der PSOE, den Trotzki anwies. Nin befürchtete das Verschwinden der Gruppe und sprach sich stattdessen für ein Zusammengehen mit dem Bloque Obrero y Campesino (BOC, Arbeiter- und Bauernblock) aus, der 1931 als eher „rechte“ Opposition aus der katalanischen kommunistischen Bewegung hervorgegangen war. In der Tat gründete er 1935 gemeinsam mit BOC-Führer Joaquín Maurín die Partido Obrero de Unificación Marxista (POUM, Arbeiterpartei der marxistischen Einheit). Sie verstand sich als Alternative sowohl zur sozialistischen wie zur kommunistischen Partei, schloss Bündnisse mit anarchistischen Organisationen und spielte so trotz ihrer zahlenmäßigen Schwäche eine nicht unerhebliche Rolle im heraufziehenden Krieg gegen die faschistischen Truppen Francos.

## Verhaftung und Tod
Nachdem die Spanische Volksfront 1936 die Wahlen gewonnen hatte, wurde Nin Justizminister. Mit Beginn des Bürgerkrieges, als die Zweite Republik Katalonien einen autonomen Status gewährt hatte, trat er der dortigen Regionalregierung unter Lluís Companys bei. Als Zugeständnis an Moskau wurde er jedoch mit anderen POUM-Regierungsmitgliedern rasch wieder entfernt. Mehr noch wurde der größte Teil der POUM-Führung 1937, kurz nach den Mai-Schlachten in Barcelona zwischen anarchistischen und pro sowjet-kommunistischen Kräften, verhaftet und in von Kommunisten kontrollierte Gefängnisse gesperrt. Nin wurde von seinen Genossen getrennt und nach Alcalá de Henares verschleppt. Nach Aussagen der später abtrünnigen hohen kommunistischen Funktionäre Jesús Hernández und Enrique Castro Delgado wurde Nin auf Anweisung Moskaus gefoltert und am 20. Juni ermordet. Moskaus Verbindungsmann zur kommunistisch geprägten Geheimpolizei der „Republik“ war der NKWD-Agent Orlow. Außerdem sollen am Mordkomplott der sowjetische Agent Josef Romualdowitsch Grigulewitsch sowie der Kommandant des 5. republikanischen Regiments Carlos J. Contreras alias Vittorio Vidali beteiligt gewesen sein: nach der Darstellung Julián Gorkins der unmittelbare Mörder Nins.
Ein etwas abweichendes Bild gibt der Historiker Hugh Thomas. Danach soll Nin der Folter widerstanden haben, so dass der erwähnte Vidali den Plan fasste, ihn durch angebliche Nazis „befreien“ zu lassen. 10 deutsche Angehörige der Internationalen Brigaden entführten daraufhin Nin und ermordeten ihn nach seiner sogenannten Befreiung. Während der Unternehmung hätten die Brigadisten laut miteinander Deutsch gesprochen, zudem hätten sie deutsche Fahrkarten hinterlassen.
Da sich dies alles im Verborgenen abspielte, setzte die verbliebene POUM in jenem Sommer die Kampagne „Gobierno Negrín: ¿dónde está Nin?“ in Gang („An die Regierung Negrín: Wo ist Nin?“). Das beantwortete die PCE mit „Entweder in Salamanca oder in Berlin.“ (Salamanca war von Franco-Truppen kontrolliert, Berlin von Hitler regiert.) Schon vorher hatten die Kommunisten behauptet, der verschwundene Nin sei von der „anderen Seite“ entführt worden, der er angeblich – als „faschistischer Agent“ – gedient habe. So wurde er gleichsam noch einmal geschändet.